# آن وولف
آن وولف هي عازفة الجاز وعازفة بيانو بلجيكية، ولدت في 31 مايو 1967 في بروكسل في بلجيكا.

## وصلات خارجية
- آن وولف على موقع ميوزك برينز (الإنجليزية)
- آن وولف على موقع ديسكوغز (الإنجليزية)